# 上通駅
上通駅（サントンえき、朝鮮語: 상통역）は、朝鮮民主主義人民共和国咸鏡南道栄光郡にある駅で、長津線に属する。 

## 隣の駅
長津線
松堂駅 - 上通駅 - 龍水駅